# جون بيتس (لاعب كرة قدم أمريكية)
جون بيتس (بالإنجليزية: John Pitts)‏ هو لاعب كرة قدم أمريكية أمريكي، ولد في 28 فبراير 1945 في برمنغهام في الولايات المتحدة.

## وصلات خارجية
- جون بيتس على موقع مرجع كرة القدم المحترفة.كوم (الإنجليزية)